# 삼성 NX300
삼성 NX300은 삼성디지털이미징이 2013년 3월 발매한 렌즈 교환식 미러리스 카메라이다. 기존 NX10과 비슷한 사양이지만, 렌즈 자체에서 카메라를 제어하는 i-Function 렌즈를 사용해 콤팩트 미러리스 카메라에서는 부족한 컨트롤 제어를 보완하는 특징이 있다.
위상차 검출식 AF가 아닌 촬상면 컨트라스트 AF 시스템을 적용했음에도 불구하고 빠르고 정확한 자동 초점이 가능하며, 뛰어난 화질의 AMOLED 화면, 1920 X 1080p의 고화질의 동영상 촬영도 가능한 것이 특징이다.
WiFi 다이렉트 기능을 이용해, 인터넷 연결 없이 모바일 기기에 직접 연결해 연동 사용(갤럭시 S2 이후 출시 기종) 할 수 있다.

## NX300M
삼성 NX300M은 삼성디지털이미징이 2013년 10월 발매한  NX300의 후속 렌즈 교환식 미러리스 카메라이다. NX300과의 성능 차이는 없으나, 기존의 틸트 LCD가 틸트+플립 LCD로 변경되었으며, 이에 따라 두께가 4.1Cm에서 4.3Cm으로, 무게는 284g에서 310g으로 증가했다. 이외의 차이점은 없다.

## 갤러리

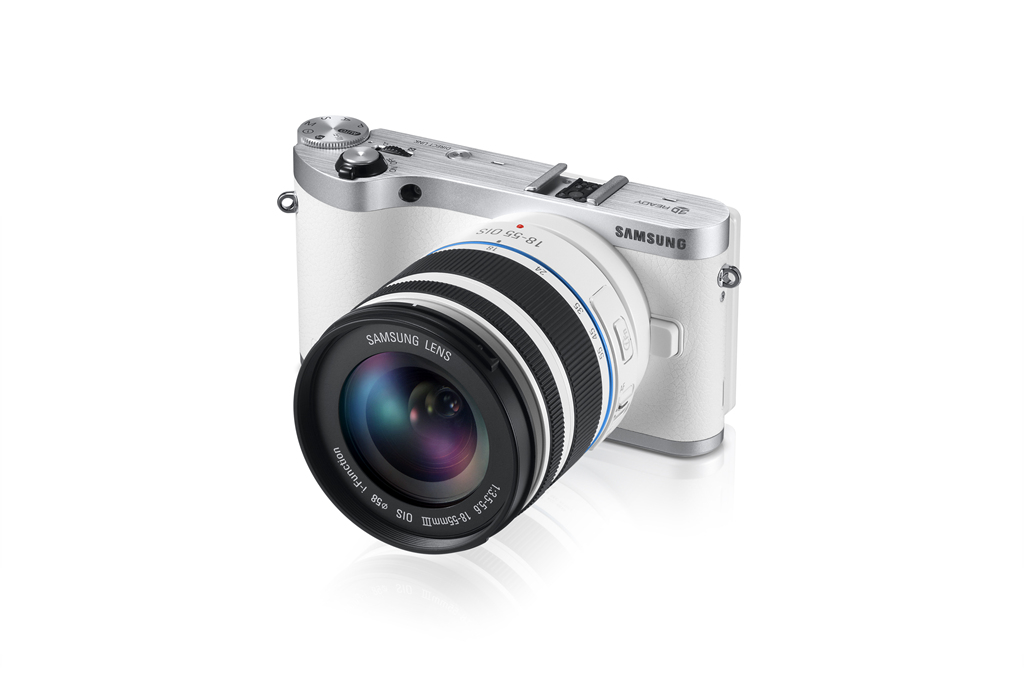
NX300 측면
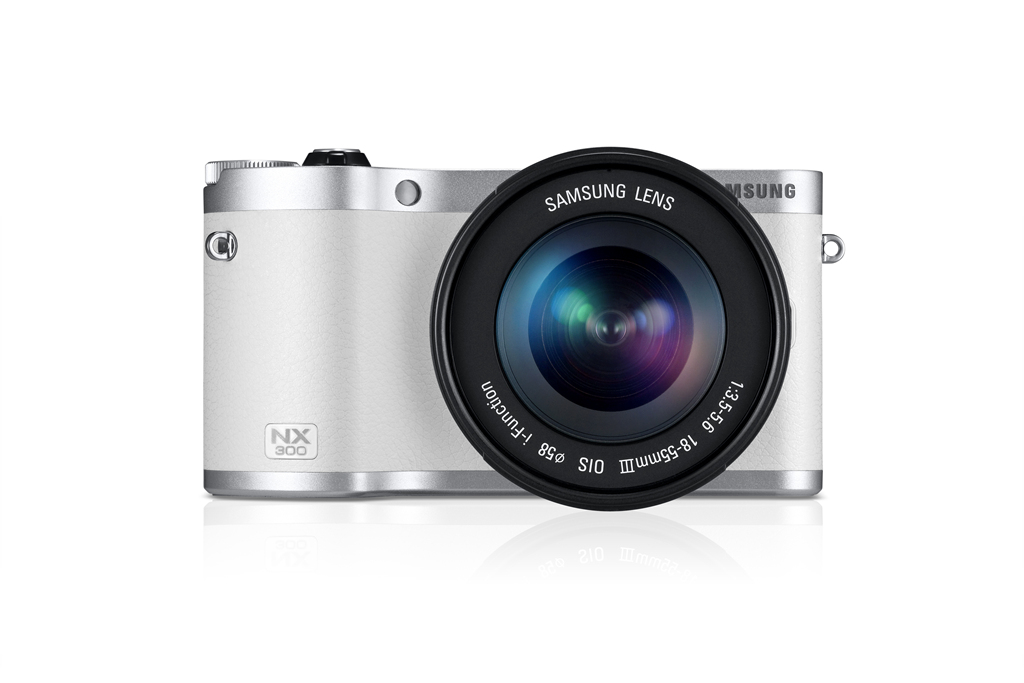
NX300 전면
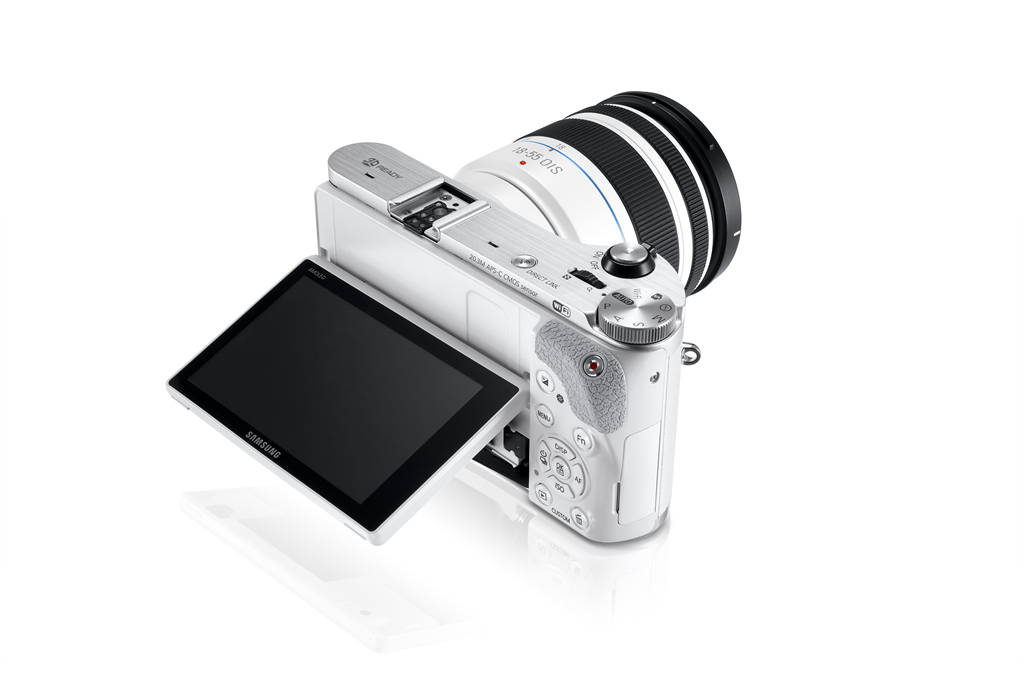
NX300 후면
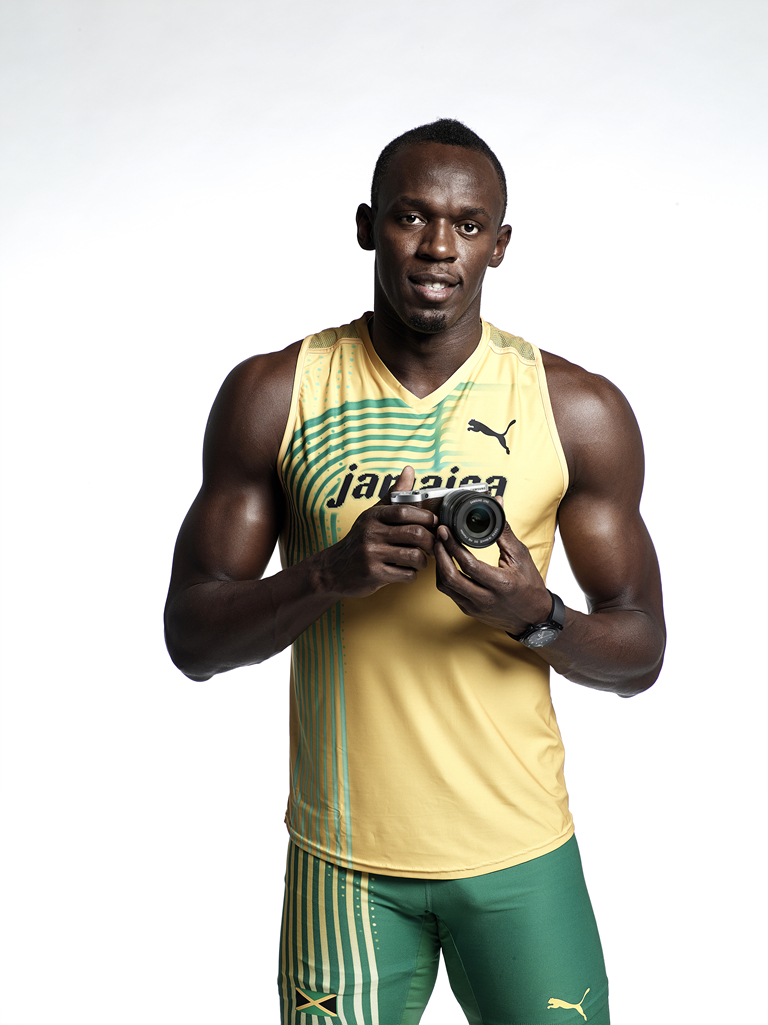
우사인 볼트가 출연한 NX300 광고

## 같이 보기
- 렌즈 교환식 미러리스 카메라